# Willem Carel Adriaan Hofkamp

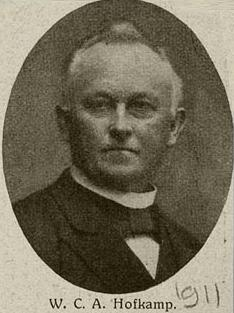
Willem Carel Adriaan Hofkamp

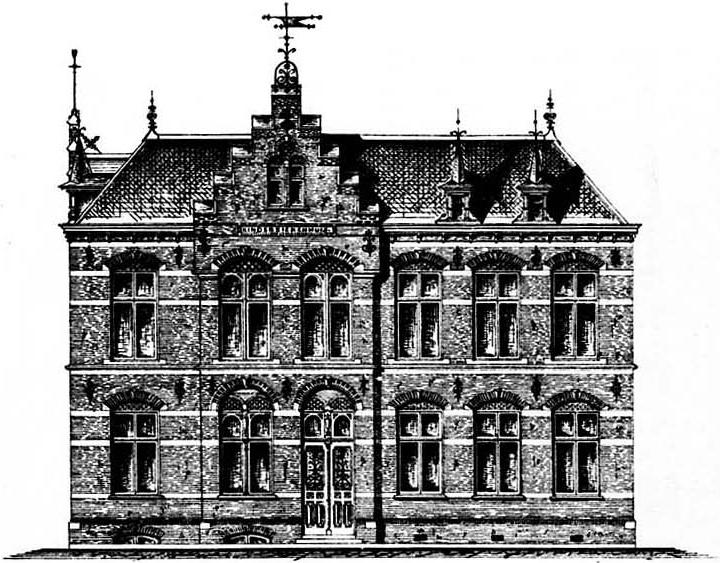
Ontwerp voor een kinderziekenhuis, Groningen.

Willem Carel Adriaan Hofkamp (Surhuisterveen, 16 december 1849 – Leeuwarden, 21 april 1924), was een Nederlands architect, hoofdopzichter der gemeentewerken in Nijmegen en directeur gemeentewerken te Leeuwarden.

## Biografie
Hofkamp begon zijn opleiding aan de Rijks Hogere Burgerschool te Groningen, waarna hij in de leer ging bij de Groningse architect N.W. Lit. Daarnaast volgde hij een timmer- en tekenopleiding aan de gemeentelijke burgerschool. Na deze opleiding was Hofkamp enige jaren in Marum werkzaam.
Er ontstond een doorbraak in zijn carrière toen hij door de Arnhemse architect F.W. van Gendt in 1874 als opzichter werd gevraagd bij de bouw van een villa in Velp. Via deze opdracht kwam Hofkamp als tekenaar te werken op het bureau van Van Gendt. Van Gendt was in deze jaren onder meer werkzaam als ingenieur voor de ontmanteling der vestingen. Hierdoor kwam Hofkamp als opzichter terecht bij de ontmantelingswerken van de vestingsteden Coevorden en Deventer. Deze ervaring was vermoedelijk de aanleiding om hem in 1878 als opzichter aan te nemen bij de ontmanteling van de vestingwerken in Nijmegen. Uiteindelijk zou Hofkamp het in Nijmegen tot de hoofdopzichter van gemeentewerken schoppen, waarbij hij ook verantwoordelijk was voor de waterleidingen en de gasfabriek. In de periode dat hij in Nijmegen werkzaam was heeft hij een grote invloed gehad op de ontwikkeling van de stad. Ook heeft hij in deze periode enkele projecten met de Nijmeegse architect Derk Semmelink ondernomen. Een voorbeeld hiervan is het rond 1968 gesloopte schoolgebouw voor Nutsonderwijs van de Maatschappij tot Nut van 't Algemeen aan het Hertogplein.
Toen de ontmantelingswerken in september 1889 zo goed als voltooid waren nam Hofkamp ontslag. In datzelfde jaar kreeg hij een aanbieding van de Groningse fabrikant W.A. Scholten om directeur te worden van een turfstrooiselfabriek. Nadat Scholten drie jaar later kwam te overlijden en de fabriek niet de winsten opbracht die men verwacht had, legde Hofkamp zijn functie neer. Korte tijd was hij vervolgens adjunct-directeur bij de Rotterdamse Ballastmaatschappij, tot hij in december 1894 directeur van gemeentewerken zou worden in Leeuwarden. Dit zou hij blijven tot 1916. Na een kort ziekbed stierf hij in 1924. Willem Carel Adriaan Hofkamp ligt begraven op de algemene begraafplaats te Leeuwarden.

## Wetenswaardigheden
- Sinds de oprichting in 1915 was Hofkamp voorzitter van de bond van hoofden van gemeentewerken in Nederland.